# زیرشیروانی (فیلم ۲۰۰۷)
زیرشیروانی (انگلیسی: The Attic) فیلمی در ژانر ترسناک به کارگردانی ماری لمبرت است که در سال ۲۰۰۷ منتشر شد. از بازیگران آن می‌توان به الیزابت ماس و جیسون لوئیس اشاره کرد.